# Caturoidea
I Caturoidea sono una superfamiglia estinta di pesci ossei appartenente all’ordine Amiiformes, vissuta tra il Giurassico e il Cretacico.

## Definizione
La superfamiglia Caturoidea è stata inizialmente istituita da Richard Owen nel 1860.
La definizione moderna di Caturoidea, secondo Grande e Bemis (1998), è basata su caratteri apomorfici (ovvero tratti derivati condivisi) e include le seguenti caratteristiche distintive:
- Presenza di capsule dentarie acrodine fortemente carenate sui denti mascellari maggiori;
- Presenza di un mascellare estremamente sottile e allungato, simile a una bacchetta;
- Numero relativamente alto di raggi branchiostegali (22 o più per lato);
- Spine emali con forma ampiamente spatolata nel piano trasversale;
- Spine neurali ed emali preurali fortemente inclinate fino a raggiungere un’orientazione quasi orizzontale nella regione del peduncolo caudale.

## Classificazione
I Caturoidea sono inclusi nell'ordine Amiiformes all'interno degli Halecomorphi, un gruppo di pesci attinotterigi strettamente correlati ai teleostei moderni. Il loro parente vivente più vicino è Amia calva, unico rappresentante odierno dell'ordine Amiiformes.

### Tassonomia
- Ordine Amiiformes Hay, 1929
  - Superfamiglia †Caturoidea Owen, 1860
    - Genere †Eurypoma Huxley, 1866
    - Genere †Gymnoichthys? Tintori et al., 2010
    - Genere †Liodesmus Wagner, 1859
    - Genere †Nasrinsotoudehichthys Ebert & Lòpez-Arbarello, 2024
    - Genere †Strobilodus Wagner, 1851
    - Famiglia †Caturidae Owen, 1860
      - Genere †Catutoichthys Gouiric-Cavalli, 2016
      - Genere †Amblysemius Agassiz, 1844
      - Genere †Caturus Agassiz, 1834

  - Superfamiglia Amioidea Bonaparte, 1838